# Sistema Unificado de Comunicação por Satélite
Sistema Unificado de Comunicação por Satélite (UCSS), (em russo: Единая Система Спутниковой Связи), é a designação de um sistema comunicação militar por satélite soviético, depois russo.
O desenvolvimento desse sistema foi feito em duas fases. A primeira entre 1970 e 1985, e a segunda entre 1986 e 1999. Atualmente, uma terceira fase está em andamento, para o "Sistema Integrado de Comunicação por Satélite" (ICSS), (em russo: Интегрированная Система Спутниковой Связи), que vai integrar o sistema já existente com o de nova geração.
Desde 2002, o sistema usa uma nova geração de satélites, caracterizados pela alta disponibilidade, facilidade de uso e novas modalidades de operação, assim como as novas estações de comunicação em terra, as "Liven-VM".